# 佐々木秀憲
佐々木 秀憲（ささき ひでのり、Hidenori Sasaki、1961年2月 – ）日本の美術史家、博士（文学）。美術史学、芸術学、および比較芸術学を専門とする。佐賀県佐賀市生まれ。

## 経歴
1961年2月、佐賀県佐賀市生まれ。父親の清一（旧姓山口、1906‐89）は、第二次大戦前、朝鮮京城府本町2丁目の山口楽器店の店主（1945年8月まで）であり藤原義江と親しく、朝鮮半島におけるクラシック音楽の普及に貢献した。往時には京都市に支店があり三中井百貨店および銀座十字屋 (楽器店)と交流があった。また、京城府の同店には李香蘭、岡晴夫、東海林太郎、淡谷のり子らの歌手が来訪した（『京城日報』）。父・清一より満州鉄道による旅の話、京城の日常生活の話、浅川伯教から李朝白磁を譲り受けた話などを幼少時から聞き、東洋文化に興味を抱く。また広範な芸術への造詣は父親の薫陶による。
万葉学者の東茂美（福岡女学院大学名誉教授）は母親・信子（旧姓川原、1932‐2021）のいとこ。
佐賀市立赤松小学校および同城南中学校の親しい友人に西洋史学の踊共二（武蔵大学副学長）がおり、少年期より新約聖書に親しむ。
佐賀県立佐賀西高等学校在学中に所属した社会研究部（同期の代表は小宮木代良）の顧問は有田『皿山代官旧記覚書』(同刊行会)の翻刻者である池田史郎であった。また、中高時代の友人に特撮監督の尾上克郎がいる。同校3年生の時、胸部疾患の為、1年間の休学を余儀なくされる。
慶應義塾大学文学部に入学。教養課程を経て2年次より哲学科美学美術史学を専攻。仏教美術史の西川新次教授に師事、キリスト教美術史の海津忠雄教授より美術史学の研究法を学び卒業（文学士）。
1983年、三田キャンパスにて開講された栗本慎一郎（当時明治大学教授）による経済学特殊講義に出席し、エミール・デュルケーム、マルセル・モース、ジョルジュ・バタイユ、ロジェ・カイヨワ、レヴィ＝ストロース、ミルチャ・エリアーデらによるフランス近現代思想の展開を学ぶ。この講義における栗本の言葉「岡本太郎は偉大な思想家である」が後の岡本太郎研究の原点となる。
慶應義塾大学大学院文学研究科哲学専攻前期博士課程入学・修了（文学修士）。西洋近代美術史の八代修次教授に師事する。
1987年、オックスフォード大学アシュモレアン美術館にて、メアリー・トレギア博士より中国美術コレクションについて指導を受け、オリヴァー・インピー博士より日本美術コレクションについて指導を受ける。
日本での修士課程修了後、オックスフォード大学博士課程進学を予定していたが、父親急逝の為に家計を支えるべく断念。
株式会社小糸製作所海外事業本部欧州課勤務を経て、大手ゼネコンであった青木建設を経営母体とする佐賀県有田町の株式会社有田ヴイ・オー・シー（有田ポーセリンパーク）の学芸員となる。
- 有田ポーセリンパークの博物館相当施設認定を担当・推進し主任学芸員、後に同取締役学芸室長に就任。
- 有田ポーセリンパークにおけるツヴィンガー宮殿の再現建築プロジェクトおよび展覧会開催などの交流を通してドイツ・ドレスデン市当局およびドレスデン国立美術館と交流・協力関係を確立。

1993年8月、ジャパン エキスポ「世界・焱の博覧会」展示企画班の調査員として佐賀県より委嘱を受け、トルコ・ドイツ・オーストリア・スイス・オランダ・フランス各国の主要美術館・博物館の所蔵品を調査。
1995年1月、上海博物館主催「越窯・秘色瓷学術討論会」(於上海市)の開催に協力。同17日未明、上海にて阪神淡路大震災の報道に接し文化財の惨状を知る。
2000年、大英博物館日本美術部客員学芸員に就任。
2001年1月、有田ポーセリンパークの経営譲渡により、運営会社である株式会社有田ヴイ・オー・シーを特別清算。取締役として最後の株主総会を務める。
2001年、英国オックスフォード大学アシュモレアン美術・考古学博物館客員研究員に就任、給付招聘される。
2004年より、川崎市岡本太郎美術館学芸担当係長。
2008年、奥崎裕司氏（青山学院大学文学部名誉教授）の知遇を得て、社会文化情報学会に参加(2010年3月解散）。
2016年4-5月、「アプストラクシオン・クレアシオン協会およびネオ・コンクレティスム関連作家の研究」のため、読売新聞社グループおよび美術館連絡協議会の海外研修派遣によりフランス(岡本太郎旧居、ポンピドゥ・センター、アルプ財団他)・ベルギー(グラディス・ファーブル氏資料)・スイス(バ―ゼル大学、ジュネーヴ大学、バウアー・コレクション、ローザンヌ・アール・ブリュット美術館他)・アメリカ(グッゲンハイム美術館、イエール大学バイネッケ図書館、セリグマン・センター他)の各地において作品および一次資料を調査研究。
2020年2月、帝京大学大学院文学研究科より博士（文学）号を授与される。
【その他】
1982年頃から心身障害者の表現活動への協力も携っており、東京都世田谷区若林の藍工房（現、社会福祉法人藍）の活動に参加し、一時は住み込みで協力した。また、柏朋会のメンバーでもあった。
2011年より幸福の科学文化芸術祭・美術部門の特別審査員を務めている。

## 研究領域
- 比較芸術学を専門とする。
  - 初期（10代～20代）には、主に17-18世紀のシノワズリー（欧州における東洋趣味）研究を中心とし、陶磁器を活用した検証を専門領域とした。
  - 後（30代～）に専門領域を19世紀のジャポニスムにまで広げ、近年(40代～50代）は戦後日本美術、特に岡本太郎研究に関する人文科学的な実証的研究を活発に展開[19]。
  - 殊に岡本太郎の作品が、世界的な宗教学者であるミルチャ・エリアーデの著書から影響を受けて展開されたことを初めて実証的に検証した論文「岡本太郎におけるミルチャ・エリアーデの影響」（『美学』239号、美学会、2011年12月）によって、日本の戦後美術研究者をはじめ、各専門領域からの学際的な関心を集め注目された[19]。
- 宗教学関連の研究は初期（10代～）より並行して行っている。
- 現在は、東西の文化圏を超えたイメージ人類学の確立を目指す。

## 所属学会
- 日本宗教学会
- 美学会
- ジャポニスム学会 https://japonisme-studies.jp/ja/
- 美術史学会、他

## 主要論文（査読付）
- 「関于晩唐、五代時期越窯的若干考察」中国・陝西省博物館『文博』1995年6期（陝西人民出版社）。
- “Designs on Yue Ware during the Late Tang/ Five Dynasties Periods”, 汪慶正主編『越窯、秘色瓷』上海古籍出版社（中国・上海）、P.48～50, 1996年。
- 佐々木秀憲「岡本太郎におけるミルチャ・エリアーデの影響」『美学』第62巻第2号、美学会、2011年、85-96頁、doi:10.20631/bigaku.62.2_85、ISSN 0520-0962、NAID 110009480054、2021年11月11日閲覧。。
- “L’Influence de Mircea Eliade sur Taro Okamoto”, “Journal Aesthetics”, No.17, The Japanese Society for Aesthetics, 2014.
- 「美術史学としての岡本太郎研究」（博士学位論文）、2019年6月。

## 主要論文
- 「晩唐五代期の越州窯青磁の造形について」『白水ー三上次男先生追悼号』1988年6月。
- 「＜研究ノート＞北大路魯山人の陶芸論―柳宗悦と青山二郎と」『北大路魯山人』展図録、有田ポーセリンパーク、1996年。
- 「幕末・明治の有田磁器」『明治のやきもの』展図録、滋賀県陶芸の森陶芸館、1996年。
- 「鍋島光茂と有田磁器 上/中/下」『佐賀新聞』1998年1月。
- 「有田とセーブル―二つの交流」『フランス国立セーブル陶磁美術館所蔵　セーブル名品展』図録、産経新聞社ほか、1998年。
- 「ヨーロッパに輸出された『伊万里金襴手』」『古伊万里・金襴手』展図録、読売新聞社ほか、1998年。
- 「東洋に恋したヨーロッパ―マイセン磁器の歩み」『住建美術館コレクション マイセン磁器の美』、千葉そごう美術館、1998年。
- 「伊万里染付見込荒磯文碗・鉢再考」『西日本文化』387号、30-35頁、財団法人 西日本文化協会、2002年。
- 「北大路魯山人と岡本家の人びと」『北大路魯山人と岡本家の人びと』展図録、川崎市岡本太郎美術館、2005年。
- 「岡本太郎の画面構成について」『岡本太郎の絵画 衝動から実現まで』展図録、川崎市岡本太郎美術館、2006年。
- 「北大路魯山人と岡本家の人びと」『北大路魯山人と岡本太郎─芸術家の出会いと挑戦』展図録、ＮＨＫプロモーション、2007年。
- 「岡本太郎の絵画を読み解く」『岡本太郎の絵画』展図録、川崎市岡本太郎美術館、2009年。
- 「岡本太郎旧蔵の欧文書籍」『人間・岡本太郎』展図録、川崎市岡本太郎美術館、2011年。
- 「岡本太郎のシャーマニズム―ミルチャ・エリアーデの影響」『岡本太郎のシャーマニズム』展図録、川崎市岡本太郎美術館、2013年。
- 「岡本太郎と潜在的イメージ」『岡本太郎と潜在的イメージ』展図録、川崎市岡本太郎美術館、2014年。
- 「岡本太郎の沖縄ー沖縄から大阪万博へ」『岡本太郎が愛した沖縄展　開催報告書』川崎市岡本太郎美術館  読売新聞社、美術館連絡協議会、2017年。
- 「岡本太郎とアプストラクシオン・クレアシオン協会とネオ・コンクレティスム関連作家の研究」、『2016年海外研修派遣報告集』、美術館連絡協議会、2017年
- 「イサム・ノグチと岡本太郎ー越境者たちの日本」『イサム・ノグチと岡本太郎ー越境者たちの日本』展図録、川崎市岡本太郎美術館、読売新聞社、美術館連絡協議会、2018年（2018年度美連協大賞「優秀論文賞」（個人表彰）受賞）。
- 「岡本太郎と『日本の伝統』」『岡本太郎と日本の伝統  図録、川崎市岡本太郎美術館、読売新聞社、美術館連絡協議会、2019年。
- 「美術史学としての岡本太郎研究《傷ましき腕》と《太陽の塔》」『美術の窓』（生活の友社）、2020年6月号。
- 「世界の中心軸～ぼくらの《太陽の塔》」『月刊アートコレクターズ』（生活の友社）、2020年9月号。
- 「クルト・セリグマンと岡本太郎」『クルト・セリグマンと岡本太郎』展図録、川崎市岡本太郎美術館、読売新聞社、美術館連絡協議会、2020年（2020年度美連協大賞「優秀論文賞」（個人表彰）受賞）。
- 「食魔・魯山人とわさび」『三田評論』（慶應義塾）2022年2月号。

## 学会・研究会発表
- 「承応弐歳銘の有田製色絵磁器をめぐって」東洋陶磁学会関西研究会（於大阪市立美術館）1998年。
- 「聖なる木をめぐって─フィレンツェ・アカデミア美術館蔵《生命の木》と奈良国立博物館蔵《春日鹿曼荼羅》との比較研究」社会文化情報学会総合部会（於東京大学）2008年。
- 「『空』と『再生』の美意識　15世紀日本とイタリアの芸術観の比較について」社会文化情報学会秋期研究会（於東京大学）2008年。
- 「1950年代・アメリカ現代芸術への禅の影響について」社会文化情報学会教育部会（於東京大学）2008年。
- 「習合尊像としてのクリス・オフィリ作《聖母マリア》に関する考察」社会文化情報学会教育部会（於東京大学）2009年。
- 「ルドルフ・オットー『聖なるもの』の問題点」社会文化情報学会第２回総合部会（於東京大学）2009年。
- 「飛翔する岡本太郎の眼」人体科学会第19回大会（於筑波大学）2009年。
- 「岡本太郎にみるミルチャ・エリアーデの影響」日本宗教学会第69回学術大会（於東洋大学）2010年。
- 美術評論家連盟シンポジウム2011「岡本太郎と美術批評」第２部「岡本太郎の思想と作品」にパネラーとして登壇[20]、2011年11月27日。
- 「パリ滞在時代（1930-40）の岡本太郎ー《傷ましき腕》を中心に」第68回美学会全国大会（於國學院大学渋谷キャンパス）2017年10月7日。
- 「1951年第3回アンデパンダン展へのアメリカ人作家の出品―岡本太郎とクルト・セリグマン」平成29年度第4回美学会東部会例会（於東京藝術大学）2017年12月2日。
- 「《太陽の塔》の研究ーミルチャ・エリアーデの影響」平成29年度美術史学会東部会第3回例会（於東京大学本郷キャンパス）2018年3月24日。
- 「岡本太郎撮影《久高島・大御嶽》16カットとヒエロファニー」日本宗教学会第77回学術大会（於大谷大学）2018年9月9日。
- 「『日本の伝統』と岡本太郎」、公開シンポジウム「日本美術にとって伝統とは何か」（於かわさき宙と緑の科学館）2019年6月2日。
- 「岡本太郎と記録芸術—油彩《青空》（1954）を中心に」美術史学会第73回全国大会（リモート開催、当番校：慶應義塾大学）2020年12月13日。

## 著書

### 著書
- 『もっと知りたい岡本太郎 - 生涯と作品 (アート・ビギナーズ・コレクション）』東京美術、 2013年7月1日発行、ISBN 978-4808709662
- 『聖なる表象としての美術史＝The Art History as the Holy Representation』人間幸福学研究会 2013年5月発行、ISBN 9784905437079
- 『宗教芸術論 = On the theory of religious art』人間幸福学研究会 2013年10月発行 ISBN 9784905437116
- 『岡本太郎の芸術 美術史学から見た実像』東京美術、2025年1月7日発行、ISBN 978-4-8087-1239-6

### 共著
- 『カラー版　日本やきもの史』（共著）美術出版社、1998年10月16日、ISBN 978-4568400489
- 『角川日本陶磁大辞典』（編集委員・共著）角川書店、2002年8月、ISBN 4-04-023200-3
- 『川崎市岡本太郎美術館所蔵作品集　ＴＡＲＯ』(共著)二玄社、2005年3月、ISBN 978-4544020953
- 『角川日本陶磁大辞典 普及版』（編集委員・共著）角川学芸出版、2011年2月26日、ISBN 978-4046219657
- 『増補新装[カラー版]日本やきもの史』（共著）美術出版社、2018年5月18日、ISBN 978-4568400861
- 「岡本太郎の芸術」、筒井清忠編『昭和史談義【戦後文化篇】（上）』所収、ちくま新書、2022年7月10日発行、ISBN 978-4480074966。

### 監修
- 『すぐわかる 産地別 やきものの見わけ方』（監修）東京美術、2000年12月、ISBN 4-8087-0695-4
- 『すぐわかる 産地別 やきものの見わけ方（改訂版）』（監修）東京美術、2010年12月、ISBN 978-4-8087-0899-3

## 主要な展覧会企画と図録の編集・執筆
- 『ドレスデン国立美術館所蔵作品による「海を渡った古伊万里」』展図録、有田ポーセリンパーク、1993年。
- 『ハーグ市立美術館所蔵品による「陶磁の東西交流」』展図録、有田ポーセリンパーク、1993年。
- 『大英博物館の日本磁器』展図録、有田ポーセリンパーク、1994年。
- 『ドレスデン国立美術館所蔵品による「マイセン古陶磁の輝き」:　アウグスト強王の秘宝展』図録、有田ポーセリンパーク、1994年。
- 『上海博物館所蔵 中国陶磁　名品展』図録、有田ポーセリンパーク、1995年。
- 『北大路魯山人』展図録、有田ポーセリンパーク、1996年。
- 『フランス国立Sèvres – Cité de la céramique|セーヴル陶磁美術館所蔵　セーブル名品展』図録、産経新聞社ほか、1998年。
- 『古伊万里・金襽手』展図録、読売新聞社ほか、1998年。
- 『住建美術館コレクション マイセン磁器の美』、千葉そごう美術館、1998年。
- 『北大路魯山人と岡本家の人びと』展図録、川崎市岡本太郎美術館、2005年。
- 『岡本太郎の絵画 衝動から実現まで』展図録、川崎市岡本太郎美術館、2006年。
- 『北大路魯山人と岡本太郎─芸術家の出会いと挑戦』展図録、NHKプロモーション、2007年。
- 『ＴＡＲＯ賞の作家Ⅰ展』図録、川崎市岡本太郎美術館、2008年。
- 『岡本太郎の絵画』展図録、川崎市岡本太郎美術館、2009年。
- 『人間・岡本太郎』展図録、川崎市岡本太郎美術館、2011年。
- 『岡本太郎のシャーマニズム』展図録、川崎市岡本太郎美術館、2013年。
- 『公開学術シンポジウム「岡本太郎におけるミルチャ・エリアーデの影響」報告書』川崎市岡本太郎美術館、2014年。
- 『岡本太郎と潜在的イメージ』展図録、川崎市岡本太郎美術館、2014年。
- 『岡本太郎が愛した沖縄』展図録、開催報告書、川崎市岡本太郎美術館、2016年。
- 『イサム・ノグチと岡本太郎ー越境者たちの日本』展図録、川崎市岡本太郎美術館、読売新聞社、美術館連絡協議会、2018年
- 『岡本太郎と日本の伝統』展図録、川崎市岡本太郎美術館、読売新聞社、美術館連絡協議会、2019年
- 『公開シンポジウム「日本美術にとって伝統とは何か」報告書』川崎市岡本太郎美術館および学習院大学人文科学研究所共同研究プロジェクト、2020年3月。
- 『クルト・セリグマンと岡本太郎』展図録、川崎市岡本太郎美術館、2020年10月。
- 『クルト・セリグマンと岡本太郎』展開催報告書、川崎市岡本太郎美術館、読売新聞社、美術館連絡協議会、2021年3月。

主な受賞歴
〈美術史学関連〉
2018年、論文「イサム・ノグチと岡本太郎ー越境者たちの日本」にて「優秀論文賞」を受賞(「美連協大賞」読売新聞社グループおよび美術館連絡協議会主催）。
2020年、論文「クルト・セリグマンと岡本太郎」にて「優秀論文賞」を受賞(「美連協大賞」読売新聞社グループおよび美術館連絡協議会主催）。
〈宗教学関連〉
2005年、公募論文「現代芸術と頓悟禅」にて「奨励賞」を受賞(「幸福の科学文化芸術祭2005・文筆部門（評論）」）。
2008年、公募論文「聖なる木の比較研究」にて「奨励賞」を受賞(第2回「幸福の科学ユートピア学術賞」）。
2009年、公募論文「仏法真理と『聖なるもの』」にて「優秀賞」を受賞（第3回「幸福の科学ユートピア学術賞」）。

## 主要テレビ出演・メディア出演・掲載､他
- 2006年から2017年まで幸福の科学系の月刊情報誌『ザ・リバティ』(幸福の科学出版）の美術記事「art」欄を執筆。
- 「美の巨人たち～岡本太郎「明日の神話」～」（2009年4月18日、テレビ東京系列）出演[23][24]。
- 「滝川クリステルの美術ミステリー紀行〜ピカソと岡本太郎 巨大壁画に隠された謎!〜『ゲルニカ』と『明日の神話』」（2016年3月6日、BS朝日）[25] 出演。

ほか 美術関連の番組に多数のテレビ出演歴あり。